# Carl Olof Åhman
Carl Olof Åhman, född 27 januari 1790 i Maria Magdalena församling, Stockholm, död 15 augusti 1841 i Maria Magdalena församling, Stockholm, var en klavermakare i Stockholm verksam 1827-1841. 

## Biografi
Åman föddes 1790 i Maria Magdalena församling, Stockholm. Han var son till koopverdiestyrmannen Olof Åman och Margareta Elisabeth Löfberg. Åhman var 1825 bosatt på kvarter Kattfoten större 8. Åhman avled 14 augusti 1841 i Maria Magdalena församling, Stockholm.
Åhman gifte sig 11 april 1829 i Maria Magdalena församling med Sophia Regina Mellquist (född 1782).

## Medarbetare och gesäller
- 1830-1831 - Lars Wise (född 1791). Han var gesäll hos Åman.
- 1831-1832 - Anders Peter Fahrstedt (född 1812). Han var gesäll hos Åman.
- 1832-1835 - Johan Bergholm (född 1812). Han var gesäll hos Åman.
- 1836-1837 - Johan Lindell (född 1811). Han var gesäll hos Åman.
- 1838-1840 - Hans Andersson (född 1809). Han var gesäll hos Åman.